# Млинки (Залісянська сільська рада)
Млинки — колишній хутір в Україні, нині — частина села Залісся Тернопільської области.

## Географія
Розташований за 0,7 км від села Залісся.

## Історія

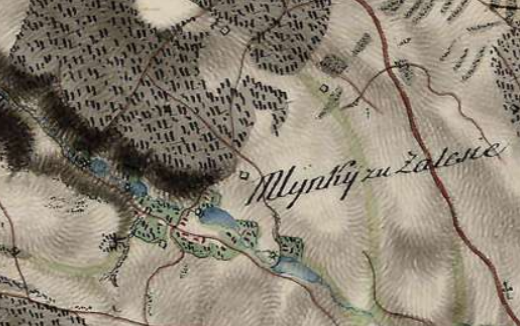
Млинки на мапі фон Міґа, XVIII ст.

У 1970-х роках хутір приєднали до с. Залісся.
У хуторі Млинки була хата-читальня. Організатором був Бойчук Володимир. Людей там жило багато, сходилися у хату-читальню і проводили просвітницьку роботу.

## Пам'ятки
На хуторі Млинки є геологічна пам’ятка природи загальнодержавного значення — карстова печера (охоронна зона — 0,5 га), що вражає багатством кристалічних форм (кристалічні драпірування, друзи), структурними модифікаціями гіпсів, які виникли за рахунок вторинної кристалізації. Майже 100 років тому біля Залісся місцеві жителі добували гіпс (алебастр) для власних потреб, вирубали в скелі величезну нішу і натрапили на щілини, що вели далеко під землю. Першим дослідником печери був учитель Михайло Біль. Цим витвором природи дедалі більше зацікавлюються вчені й туристи з різних країн.
Нині печера передана для науково-дослідних та рекреаційних робіт Чортківському спелеоклубові «Кристал». Довжина ходів печери — понад 44 км. Майже щороку спелеологи відкривають нові ходи, і в 2008 р. досліджено, що печера з’єднана з печерою с. Угринь того ж Чортківського району, оскільки кільцьовані кажани, які мешкають у печері Млинки, були знайдені у печері в Угрині.

## Населення
У 1952 р. на хуторі — 120 дворів, 430 жителів.